# Атакамська територіальна суперечка

Кордони між Перу, Болівією, Чилі та Аргентиною до і після 1879 (Тихоокеанська війна). Затінений регіон зараз належить Чилі та Аргентині

Атакамська територіальна суперечка — суперечка між Чилі та Болівією, яка виникла внаслідок передачі Болівійського узбережжя та півдня Перу до Чилі в 19-му столітті через Анконський договір з Перу та Договір про мир і дружбу 1904 року між Чилі і Болівією після Тихоокеанської війни (1879–1883). 
Вважається, що суперечка триває, оскільки Болівія все ще претендує на суверенний вихід до Тихого океану. 
Конфлікт отримав свою назву від пустелі Атакама, у якій розташована спірна територія. 
Через передачу землі як Аргентині, так і Чилі під час чилійської анексії болівійського узбережжя в 1879 році, суперечка Пуна-де-Атакама — суперечка про виокремлення була вирішена в 1899 році.

## Походження
Витоки суперечки походять від кордонів, встановлених в Іспанській імперії, яка визначила пустелю Атакама як північний кордон Генерал-капітанства Чилі.
Болівійські та чилійські історики розходяться в думках щодо того, чи включала територія Чаркас, яка спочатку входила до складу віце-королівства Перу, пізніше до віце-королівства Ріо-де-ла-Плата і, в кінцевому підсумку, до Болівії. Підтверджуючи свої заяви різними документами, болівійці стверджують, що так, а чилійці не згодні.
Коли Симон Болівар заснував Болівію як державу в 1825, він заявив про вихід до моря, не враховуючи повторюваних претензій Чилі, яка здобула незалежність 7 років тому.
Прикордонна суперечка між Болівією та Чилі повільно розгоралась протягом більшої частини 19 століття через Атакамський коридор, частину пустелі Атакама, яка зараз утворює північну частину Чилі.
Пустеля Атакама межує з Прибережним хребтом на заході і Андами на сході. Географія району була дуже важливим фактором у визначенні того, як почалася прикордонна суперечка. Через гори в цьому районі дощі випадають лише 2-4 рази на століття, що робить його одним із найсухіших місць на Землі. Після проголошення незалежності Чилі (1818) і Болівії (1825) жоден з наступних урядів обох країн не дбав про визначення своїх кордонів. Національні кордони в регіоні Атакама досі не були точно визначені, коли в цьому районі були виявлені родовища нітратів, срібла та міді. І Болівія, і Чилі висунули конкуруючі претензії на цю територію. Інтерес інших країн викликав значення нітратів у виробництві добрив і вибухових речовин; Велика Британія, Іспанія та Сполучені Штати мали стратегічну та економічну зацікавленість у контролі над ресурсом, надаючи свою підтримку різним сторонам. Вплив Чилі зростав у спірній зоні, оскільки шахтарі, деякі з них за підтримки чилійських та іноземних компаній, почали просуватися на північ, створюючи шахти та портові споруди. Більшість економічної експлуатації прибережного регіону здійснювалася чилійськими компаніями за британськими кошти під егідою більш міцної економіки Чилі та більш стабільних інституцій.

## Договір про кордон 1866
Національні кордони в регіоні не були чітко узгоджені до 1866 року; Обидві країни уклали договір
, 
який встановлював 24-ю паралель південної широти як їхній кордон і давав Болівії та Чилі право брати участь у податкових надходженнях від експорту корисних копалин за межі території між 23-ю та 25-ю паралелі. 
Другий договір 1874 року замінив це, даючи Болівії право збирати повні податкові надходження між 23-м і 24-м паралелями, але фіксував податкові ставки для чилійських компаній на 25 років.

## Тихоокеанська війна
27 листопада 1873 року залізнична компанія Antofagasta Nitrate & Railway Company підписала контракт з урядом Болівії, згідно з яким вона дозволяла безмитно видобувати селітру протягом 25 років. 
У лютому 1878 року Конгрес Болівії та Національна установча асамблея визнали контракт недійсним, оскільки він не був ратифікований конгресом, як того вимагає Конституція Болівії 1871 року. 
Згодом конгрес затвердив контракт лише за умови, що компанія заплатить 10 центів. податку за центнер видобутої корисної копалини.

Чилі стверджувала, що договір про кордон 1874 року не дозволяв такого підвищення податків. 
Компанія поскаржилася, що збільшення виплат є незаконним. 
Компанія зазнала значний тиск і зажадала від уряду Чилі втручання.
Коли компанія Antofagasta Nitrate & Railway Company відмовилася платити, уряд Болівії під керівництвом президента Іларіона Даса погрожував конфіскувати її майно. 
Чилі відповіло, надіславши військовий корабель у цей район у грудні 1878 року. 
Болівія оголосила про захоплення та аукціон компанії 14 лютого 1879 року. 
Чилі, у свою чергу, пригрозила, що така дія зробить договір про кордон недійсним. 
В 1873 році Перу і Болівія підписали таємний договір про взаємну оборону.
Незабаром після того, як стало відомо про союзний договір між Перу та Болівією, Чилі оголосила війну обом країнам у квітні 1879 року. 
Протягом чотирьох років військових дій Чилі здобула перемогу над спільними військами Болівії та Перу. 
В кінцевому підсумку це призвело до анексії чилійською стороною перуанського департаменту Тарапака та провінції Аріка, а також болівійського департаменту Літораль, залишивши Болівію як країну, яка не має виходу до моря.
В 1884 році Болівія підписала перемир'я, згідно з яким Чилі отримала контроль над усім болівійським узбережжям, провінцією Антофагаста та її цінними родовищами нітратів, міді та інших корисних копалин. 
Дві країни підписали Договір про мир і дружбу в 1904 році, який зробив цю угоду постійним. 
Чилі побудувала залізницю, що сполучила столицю Болівії Ла-Пас з портом Аріка, і гарантувала свободу транзиту болівійської торгівлі через чилійські порти та території.

## Чилійська пропозиція 1975 року

Пропонований Піночетом коридор

В 1975 році чилійський уряд на чолі з Аугусто Піночетом зробив пропозицію Болівії, яка полягала у передачі вузького безперервного коридору чилійської землі від моря до кордону між Чилі та Болівією, що проходить паралельно кордону між Чилі та Перу, що робить річку Юта північним кордоном Чилі, в обмін на таку ж кількість болівійської території.

Пропозиція, відома як угоди Чараньї,

стосувалась колишніх перуанських земель, і згідно з Анконським договором, Чилі не могло передавати колишні перуанські території іншим державам без згоди Перу. 
Диктатор Перу Франсіско Моралес-Бермудес був проти цих змін, але запропонував зробити Аріку територією, що керується трьома державами. 
Чилі відповіла, що не може прийняти цей складний спільний суверенітет.

Оскільки Піночет, ймовірно, знав, що пропозиції Чараньї в кінцевому підсумку зазнають краху через перуанську опозицію, юридичні та політичні аналітики припустили, що він підняв їх лише як жест у бік Болівії.

## Новітня історія
Болівія все ще воліє створити коридор в Атакамі, але Чилі цю пропозицію відкидає. 
Незважаючи на цей конфлікт, Чилі надає необмежений доступ до всіх видів болівійських товарів через Атакаму. 
Території, передані Болівією та Перу, містять одні з найбільших у світі родовищ міді. 
Вони видобуваються Codelco - державною гірничодобувною компанією, яка приносить значну частину доходу чилійської держави.
Під час болівійської газової війни суперечка знову виникла, оскільки більшість болівійців, включаючи Ево Моралеса (який згодом стане президентом), виступили проти майбутнього експорту болівійського газу через територію Чилі, чого хотіли уряд та іноземні компанії. 
В 2004 році, в річницю договору 1904 року, претензії Болівії були відновлені, а слова «газ за море» стали гаслом тих, хто виступав проти експорту. Суперечка стала очевидною, коли президент Болівії Карлос Меса вступив у публічну сварку з президентом Чилі Рікардо Лагосом в Організації американських держав. 
Меса, на якого чинили тиск, щоб висловитися про прагнення Болівії, поставив цю тему перед усіма президентами Америки. 
Президент Чилі відреагував, згадав про відмову Болівії мати дипломатичні відносини з Чилі, і з огляду на це запропонував дипломатичні відносини між двома країнами тут і зараз.

Пропозиція була поспішно відхилена Меса, який насправді не шукав розв'язання ситуації, а мав на меті залучити міжнародний інтерес до ситуації.
Президент Болівії Ево Моралес вирішив перервати будь-який діалог з Чилі щодо морського питання, вирішивши замість цього розглядати це питання в міжнародних судах. 
Таким чином він порушив резолюцію ОАД від 2012 року, згідно з якою більшість держав-членів закликали Болівію продовжувати це питання шляхом двостороннього діалогу з Чилі. 
Президент Чилі Себастьян Піньєра запропонував Ево Моралесу продовжити діалог, але безрезультатно. 
Уряд Болівії підтвердив своє рішення подати справу до Міжнародного суду 24 квітня 2013 року. 
Як не дивно, ця справа не оскаржувала договори про кордон, підписані обома країнами, проти яких завжди виступав Ево Моралес. 
Основою цієї справи стали два двосторонні переговори в 1970-х і 1950-х роках, коли Чилі нібито обіцяла суверенний шлях до Тихого океану, але так і не був здійснений. 
Болівія аргументує «правом очікування» у своїй справі, що є терміном комерційного права, який ніколи не використовувався у Міжнародному суді. 
Процес завершився на початку 2015 року.

У жовтні 2018 року Міжнародний суд виніс остаточне і обов’язкове рішення про те, що Чилі не зобов’язана вести переговори про надання Болівії доступу до моря.

У березні 2021 року президент Болівії Луїс Арсе з нагоди Діа-дель-Мар заявив, що суперечка є «відкритим і незавершеним» питанням між двома країнами, і запропонував пропозицію з дев'яти пунктів для встановлення дипломатичних переговорів з Чилі для вирішення суперечки.

Уряд Чилі відповів, що він готовий налагодити діалог, але це питання вже було вирішено Міжнародним Судом
 
Під час президентської кампанії в Чилі 2021 року кандидат від комуністів Даніель Жадуе виступав за «взаємно вигідну» угоду з Болівією, за якою територія буде передана в обмін на отримання Чилі деяких прав на газ і воду. 
 
Жадуе пояснив, що він підтримає таку домовленість лише в тому випадку, якщо вона отримає демократичний мандат на плебісциті.